# 瑪西 (花生漫畫)
瑪西（英語：Marcie）是查爾斯·舒茲在《花生漫畫》中创作的卡通人物，是其中的主要角色之一。和派伯敏特·佩蒂同班，也是她的好朋友。瑪西外型戴著眼鏡，不擅長運動，對查理·布朗很有好感。

## 外貌
瑪西是花生漫畫中少數戴眼鏡的人物，有深褐色，長度到下巴的頭髮。花生漫畫中的女生在冬天都穿長褲，而瑪西和派伯敏特·佩蒂是此漫畫中少數在夏天穿著T裇和短褲的女生。

## 歷史
瑪西在1971年7月20日的漫畫中就出現了，但一直到同年的10月11日才提到她的名字。當瑪西成為花生漫畫的固定成員後，瑪西成為派伯敏特·佩蒂的同學，坐在佩蒂的後面，而首次出現在電視是在1973年的特別節目《There's No Time for Love》。
在特別版卡通《You're In the Super Bowl, Charlie Brown》中，有提到瑪西的姓是強森（Johnson），但在漫畫中從來沒有提到她的姓，而因此強森不是瑪西正式姓名的一部份。在其他來源中，有提到瑪西的姓是豪（Howe）。
在瑪西登場之前，有一個與她外型類似、同樣戴著眼鏡的小女孩角色卡菈（Clara），在1968年6月17日至29日一系列有關派伯敏特·佩蒂在女子夏令營帶隊的漫畫章節中出現。因卡菈與瑪西外型神似，加上她們都是在女子夏令營與派伯敏特·佩蒂相識，使得不少讀者對於此兩位角色造成混淆。之後1987年7月16日卡菈再次登場後，作者查爾斯·舒茲便變更了卡菈的造型。

## 特質
瑪西是派伯敏特·佩蒂的好朋友，固定稱呼派伯敏特·佩蒂為「先生」（Sir），這是作者查爾斯·舒茲讓瑪西一方面尊敬佩蒂、一方面對於禮儀誤解的設定。一開始佩蒂會要瑪西閉嘴，但後來也慢慢習慣此一稱呼。
在本質上，瑪西和派伯敏特·佩蒂恰好是鮮明的對比。佩蒂擅長運動，但成績不佳，而瑪西恰好相反。但瑪西雖然一直自稱不喜歡運動，尤其是棒球，但她偶爾也會加入有佩蒂在的一球隊，不過常常瑪西會在比賽中顯示對自己實力及對運動相關知識的不足，最後常讓佩蒂十分的沮喪。
不過在卡通中瑪西偶爾也有運動很好的時候，在特別節目《You're the Greatest, Charlie Brown》中，瑪西在田徑的表現很好，甚至還獲得十項全能。
瑪西和派伯敏特·佩蒂一樣暗戀查理布朗，瑪西一般會稱呼查理布朗為查爾斯（Charles），有時也會和佩蒂一樣叫他查克（Chuck）。瑪西有一次承認她喜歡查理布朗，若查理布朗希望和她結婚，瑪西會嫁給他。佩蒂常會和查理布朗调情，並且玩一些心理遊戲。瑪西則對她的感情比較坦誠，會直接問查理是否喜歡她。雖然看起來查理也對瑪西有好感，不過查理都是用迴避來處理瑪西的問題，因此不止一次瑪西因為生氣而踢了查理布朗的小腿。瑪西也不止一次親了查理布朗的臉頰。第一次是在1973年的特別節目《There's No Time for Love, Charlie Brown》，不過查理假裝那只是一個晚安的吻。
在卡通《Bon Voyage, Charlie Brown (And Don't Come Back!!)》中瑪西和派伯敏特·佩蒂一樣也暗戀一個叫做皮埃尔的男生。皮埃尔只對瑪西有興趣，但派伯敏特·佩蒂誤以為皮埃尔喜歡她。
瑪西不太容易生氣，不過也有被激怒生氣的情形。例如在1973年7月26日至8月4日的漫畫專欄中，瑪西很不甘願的加入佩蒂的棒球隊，她成為一個名叫做蒂博（Thibault）球員挑釁的目標。蒂博一直跟著她，用沙文主义的言詞侮辱她，最後瑪西把他打暈了。諷刺的是蒂博完全忘記同隊的佩蒂也是女生。
另外一個例子是在1974年春天的劇情中，佩蒂拒绝上學，在史努比的狗屋（佩蒂認為那是查理的客房）上守夜。後來瑪西在生氣中失控了，將佩蒂從狗屋上拉下來，而且拆了狗屋。瑪西也讓佩蒂搞清楚史努比是一隻狗的事實，而不是佩蒂常誤認為的「有一個大鼻子的奇怪小孩」。

## 趣聞
瑪西有點像網球選手比莉·簡·金，派伯敏特·佩蒂有一次無奈的提到瑪西的「比莉·簡·金眼鏡」。而網球也是花生漫畫中固定出現的內容之一，而比莉·簡·金也是作者查爾斯·舒茲的好友之一。
因為瑪西和派伯敏特·佩蒂非常要好，有些人推斷她們二人之間有浪漫關係，不過漫畫沒有帶到這様的結論。而在漫畫中，瑪西心儀的對象仍然是異性，像是查理·布朗。

## 評論
作者查爾斯·舒茲認為因瑪西的性格與派伯敏特·佩蒂恰恰相反，這使得她們能夠維持相當好的友情，除了她們可能會為了查理布朗的戀情而起爭執。
而瑪西總是認真找尋事情的真意，也是查爾斯·舒茲喜歡此角色的原因。